# Jochen Bracker
Jochen Bracker (* 8. Oktober 1927 in Kiel; † 13. Mai 2023) war ein deutscher Historiker.

## Leben
Bracker war zunächst im Schuldienst tätig (Friedrich-Junge-Volksschule in Kiel) und seit dem 1. November 1971 Professor für Geschichte an der Pädagogischen Hochschule Kiel. Seine 1966 an der Universität Kiel vorgelegte Dissertation hatte „Die dänische Sprachpolitik 1856–1864 und die Bevölkerung Mittelschleswigs“ zum Thema. Bracker war Mitarbeiter an dem Schulbuch Lebendige Vergangenheit und veröffentlichte mehrere Aufsätze in der Zeitschrift der Gesellschaft für Schleswig-Holsteinische Geschichte. Er wohnte in Quarnbek. Sein Vater Adolf Bracker war Studienrat für Sport und Biologie am Humboldt-Gymnasium in Kiel.

## Werke (Auswahl)
- Die dänische Sprachpolitik 1850–1864 und die Bevölkerung Mittelschleswigs, Kiel 1966